# Hans Kugelmann
Johann „Hans“ Kugelmann (* um 1495 wahrscheinlich in Augsburg; † Juli/August 1542 in Königsberg) war ein deutscher Komponist und Hoftrompeter in Königsberg.

## Leben
Hans Kugelmann war einer von fünf Brüdern, von denen vier in Königsberg in der Kapelle des Herzogs Albrecht dienten. Während das Geburtsdatum als unbekannt gilt, ist sein Wirken ab 1518 mit der Anstellung in der Hofkapelle Kaiser Maximilians I. nachweisbar. Dort blieb er vermutlich bis 1523 und trat dann in den Dienst im Hause Fugger in Augsburg ein. Ab 1524 war er Trompeter und Hofkomponist beim Markgrafen Albrecht in Königsberg. Die nachweisbar steigende Besoldung lässt auf die Wertschätzung durch den Herzog schließen, der ihm 1541 außerdem ein kleines Haus schenkte. Parallel zu seiner Tätigkeit bei Hofe war er von 1534 bis zu seinem Tode Kapellmeister der Kantorei. Nach zweijähriger Krankheit starb er 1542.
1540 wurde von Kugelmann in Augsburg das Choralwerk Concentus novi trium vocum, Ecclesiarum usui in Prussia precipue accomodati herausgegeben. Darin ist Johann Gramanns Nachdichtung von Psalm 103 Nun lob, mein Seel, den Herren mit einer älteren Melodie verbunden. Diese ist in den 6/4-Takt versetzt und um eine expressive Steigerung in der zweiten Hälfte erweitert. So wurden Text und Melodie in alle deutschsprachigen evangelischen Gesangbücher (EG 289) und in Übersetzungen auch in zahlreiche anderssprachige aufgenommen. Die Melodie wurde u. a. von Johann Sebastian Bach mehrfach bearbeitet.
Erhalten sind außerdem eine Messe und zwei Motetten.